# ألثورب
ألثورب (بالإنجليزية: Althorb) هو منزل فخم، في غرب نورثهامبتونشاير، إنجلترا تبلغ مساحته حوالي 13000 فدان (5300 هكتار). تقع على بعد حوالي 6 أميال (9.7 كم) شمال غرب مدينة مقاطعة نورثهامبتون وحوالي 75 ميلاً (121 كم) شمال غرب وسط لندن، ويقع بين قريتي جريت برينجتون وهارلستون. يملك تشارلز سبنسر (الإيرل التاسع) منذ عام 1992. كان أيضًا منزل السيدة ديانا سبنسر (أميرة ويلز لاحقًا) منذ طلاق والديها حتى زواجها من تشارلز، أمير ويلز.